# Концевой эффект
Концево́й эффе́кт в РБМК — явление, заключающееся в кратковременном увеличении реактивности ядерного реактора (вместо ожидаемого снижения), наблюдавшееся на реакторах РБМК-1000 до их модернизации, при опускании стержней системы управления и защиты (СУЗ) из крайнего верхнего (или близкого к нему) положения. Эффект был вызван неудачной конструкцией стержней. Возможно, явился одним из факторов, способствовавших катастрофическому развитию Чернобыльской аварии. После аварии на Чернобыльской АЭС конструкция стержней была изменена и концевой эффект устранён.

## Сущность явления
Стержни СУЗ в РБМК находятся в каналах, охлаждаемых своим, независимым контуром охлаждения. Основная часть стержня, содержащая поглотитель нейтронов из карбида бора, имеет длину 7 метров (высота активной зоны реактора). Под поглотителем располагается графитовый вытеснитель, соединённый с ним телескопической штангой. Длина вытеснителя около 5 метров. При извлечении (перемещении в верхнее положение) стержня из зоны, графитовый вытеснитель замещает воду канала СУЗ, что позволяет избежать ненужного поглощения нейтронов водой (графит обладает существенно меньшей способностью поглощать нейтроны по сравнению с лёгкой водой) и, таким образом, «экономить» нейтроны, что, в свою очередь, повышает экономичность реактора.
Высота активной зоны РБМК — 7 м и, вероятно, было бы лучше сделать вытеснитель такой же длины, однако, высота канала, которая находится ниже активной зоны спроектирована меньшей, и не превышает 5 м (~4.5). Таким образом, если стержень находится в крайнем нижнем положении, на размещение семиметрового вытеснителя не остаётся места.
При полностью извлечённом поглотителе 4.5-метровый вытеснитель находится в активной зоне, а оставшееся пространство ниже него (1,25 метра) заполняется водой канала СУЗ. Таким образом, слабо поглощающий нейтроны графит находится в центральной части активной зоны, там, где количество тепловых нейтронов максимально, а вода, заметно сильнее графита поглощающая нейтроны, находится на периферии активной зоны (в верхней и нижней её частях), характеризующейся существенно меньшими потоками тепловых нейтронов, где её способность поглощать нейтроны отчасти нивелируется «малым количеством» последних.
Развитие эффекта происходит при движении стержня в активную зону из крайнего верхнего положения, когда графит, слабо поглощающий нейтроны, в первый момент времени замещает воду в нижней области каналов СУЗ, имеющую бо́льшую поглощающую способность. В результате в нижней части активной зоны создаются условия для образования положительной реактивности и роста локальной мощности. Необходимо повторить, что описываемая область находится внизу активной зоны (около 1 м), характеризующейся низким значением потока нейтронов (существенно ниже среднего по реактору значения). В то же время поглотитель замещает графит в самой верхней части активной зоны, где плотность потока нейтронов может быть еще ниже, и отрицательная реактивность, вносимая сверху, может не компенсировать положительную реактивность, вносимую снизу.
Соотношение этих реактивностей зависит от нескольких факторов. Объем вносимого сверху карбида бора равен объему вытесняемой снизу воды, но сечение захвата бора относится к сечению захвата легкого водорода примерно как 755:0.33, то есть примерно в ~2265
раз выше. Локальная реактивность, вносимая за счет концевого эффекта, пропорциональна квадрату нейтронного потока (теория возмущения), поэтому, для появления концевого эффекта нейтронный поток сверху должен быть примерно в ~50 раз ниже. При номинальных режимах работы реактора этого практически не происходит, и по этой причине долгое время эффект не обнаруживался.
Однако существует еще фактор выгорания как топлива (что может изменить профиль нейтронного поля не в лучшую сторону), так и самого регулирующего стержня, особенно на его нижнем конце, который дольше всего остается в реакторе и продолжает оставаться в нейтронном поле даже в крайнем верхнем положении.
Концевой эффект был обнаружен в 1983 году при физическом пуске реакторов 1-го блока Игналинской, а также 4-го блока Чернобыльской АЭС. Проведённые исследования показали, что концевой эффект наблюдается при погружении в активную зону одиночных стержней с верхних концевиков. Экспериментально было показано, что массовый ввод стержней (более 15-18 стержней РР) исключал концевой эффект (тем не менее смотри п 3.4).
Концевой эффект мог способствовать катастрофическому развитию аварии на ЧАЭС 26 апреля 1986 года, поскольку из зарегистрированных данных известно, что непосредственно до катастрофы реактор имел высокий уровень выгорания и недопустимо низкий оперативный запас реактивности, и, таким образом, большинство стержней СУЗ находились на верхних концевиках. В этом случае массовый ввод стержней СУЗ в активную зону мог привести к вводу некомпенсируемой реактивности (по разным оценкам от 0,3 до 1,1 β).
Также имеет значение скорость введения управляющего стержня. При плавном и контролируемом опускании стержня не ожидаемое повышение мощности может быть вовремя замечено и ввод стержня может быть остановлен. При нажатии кнопки аварийной защиты ввод стержней производится максимально быстро и поэтому может быть сразу внесена большая положительная реактивность.
Так или иначе, концевой эффект препятствовал заглушению реактора стержнями СУЗ в течение первых секунд (до 5-6) после формирования соответствующей команды.
После аварии на ЧАЭС была проведена модернизация реакторов РБМК, в том числе внесены изменения в конструкцию стержней СУЗ, исключающие положительный концевой эффект. Модернизированные стержни СУЗ имели семиметровые вытеснитель и поглотитель. Поглотитель состоял из двух частей — 5-метрового старого и 2-метрового ленточного, который при складывании телескопа надевается на вытеснитель.
В настоящее время на всех реакторах РБМК внедряются кластерные регулирующие органы (КРО) с неподвижным вытеснителем (так называемой гильзой), выполненным из слабо поглощающего нейтроны алюминиевого сплава. Этот вытеснитель охлаждается снаружи водой контура СУЗ. Во внутренней части гильзы КРО предусмотрены отверстия, в которых «по сухому» перемещаются поглощающие стержни СУЗ.